# دارک‌ثرون
دارک‌ثرون یک گروه هوی متال تأثیرگذار نروژی است. گروه کار خود را در سال ۱۹۸۶ با نام بلک دث و در پوشش یک گروه دث متال شروع کرد. در ۱۹۹۱ سبک موسیقایی گروه به نوعی از بلک متال تغییر یافت که تأثیر بسیاری از گروه‌های باثوری و کلتیک فراست گرفته بود. با این تغییر دارک‌ثرون تبدیل به یکی از گروه‌های پیشرو در موج بلک متال اولیه نروژی شد. سه آلبوم نخست آن‌ها، درخششی در آسمان شمالی، تحت مراسم تشییع جنازه ماه و گرسنگی ترانسیلوانیایی (گاهی با نام «سه‌گانه نامقدس» شناخته می‌شوند)، به عنوان سه آلبوم برتر گروه که در دوره اوج آنان ضبط شد و همچنین به عنوان چندی از تاثیرگذارترین آلبوم‌های سبک شناخته می‌شوند که دارک‌ثرون را در جایگاه یکی از گروه‌های پیشرو و اصلی در سبک بلک متال قرار دادند. دارک‌ثرون توسط ناکتورنو کلتو و فنریز شکل گرفت که مطلوب خود را قرار گرفتن در خارج از مسیر اصلی و موسیقی عامه‌پسند تعبیر می‌کنند. از ۲۰۰۶، سبک کاری دارک‌ثرون از بلک متال مرسوم منحرف گشته و بیشتر به سمت هوی متال کلاسیک، اسپید متال و پانک راک تمایل پیدا کرده است که آنها را با گروه موتورهد پیوند می‌دهد. (البته چنین تأثیر پذیری‌هایی در گروه از سال ۱۹۹۱ مشاهده می‌شوند).

## آلبوم‌ها
| سال  | نام                         | جایگاه در نمودارهای فروش     | یادداشت |
| ---- | --------------------------- | ---------------------------- | --- |
| ۱۹۹۱ | مسافرت سول ساید             |                              | تنها آلبوم استدیویی گروه در سبک دث متال.                                                                   |
| ۱۹۹۲ | درخششی در آسمان شمالی       |                              | ضبط شده در اوت ۱۹۹۱ و عرضه شده در فبریه ۱۹۹۲. آخرین همکاری با بیسیست داگ نیلسن.                            |
| ۱۹۹۳ | تحت تشییع جنازه ماه         |                              | ضبط شده در ژوئن ۱۹۹۲ و عرضه شده در ژوئن ۱۹۹۳. آخرین همکاری با گیتاریست ایوار انگر.                         |
| ۱۹۹۴ | گرسنگی ترانسیلوانیایی       |                              | ضبط شده در نوامبر و دسامبر ۱۹۹۳ و عرضه شده در فبریه ۱۹۹۴. بعضی از متون ترانه‌ها توسط ورگ ویکرنس نوشته شدند. |
| ۱۹۹۵ | پنزرفاوست                   |                              | ضبط در فبریه و آوریل ۱۹۹۴ و عرضه در ژوئن ۱۹۹۵ بعضی از متون ترانه‌ها توسط ورگ ویکرنس نوشته شدند.             |
| ۱۹۹۶ | مرگ کامل                    |                              | متون ترانه‌ها توسط چند عضو میهمان از ۴ گروه بلک متال نوشته شدند.                                            |
| ۱۹۹۹ | ربایش شوم                   |                              | |
| ۲۰۰۱ | پلاگ‌ویلدر                   |                              | |
| ۲۰۰۳ | ازشان متنفر باش             |                              | |
| ۲۰۰۴ | خشم کنایه‌آمیز               |                              | آخرین آلبوم بلک متال                                                                                       |
| ۲۰۰۶ | فرقه زنده است               | نروژ #۲۲ سوئد #۵۹            | آغاز یک تغییر بزرگ در سبک موسیقایی گروه.                                                                   |
| ۲۰۰۷ | اف.او.ای.دی.                |                              | |
| ۲۰۰۸ | عرش‌های تاریک و پرچم‌های سیاه |                              | |
| ۲۰۱۰ | دایره‌ای از ارابه‌ها          | نروژ #۲۳                     | |
| ۲۰۱۳ | پایداری زیرزمینی            | فنلاند #۳۵ نروژ #۲۳ سوئد #۵۰ | |

## اعضای گروه

### اعضای کنونی
- ناکتورنو کلتو (تد اسکیه‌لوم) – گیتار، گیتار باس، خواننده، متن ترانه (از ۱۹۸۸)
- فنریز (گیلوه فنریس ناگل) – درامز، گیتار، گیتار باس، متن ترانه، خواننده پس زمینه

### اعضای سابق
- ایوار انگر (زفیروس) – گیتار (۱۹۸۸–۱۹۹۳)
- داگ نیلسن – گیتار باس (۱۹۸۸–۱۹۹۱)
- آندرس ریسبرگت – گیتار(۱۹۸۸)
- میکولاس سیمانکویسیوس - سینث (۱۹۸۸–۱۹۹۱)